# 大城北游泳館
大城北游泳館，或大城北游泳池，台灣澎湖縣游泳池場館，位於湖西鄉城北村，建立於2005年。

## 簡介
大城北游泳館的工程案於2003年12月27日發包，2004年2月23日動土興建，大城北游泳館由陳信旭建築事務所設計，鼎台營造股份有限公司、神海工程股份有限公司承建。大城北游泳池的大跨距鋼骨結構採用玻璃纖維不飽和環氧樹脂材料施作工法，並於2005年12月落成，全館占地面積4800坪，工程總經費新台幣2億4200萬元。
大城北游泳館的聯絡電話：06 9221572，開放時間為星期三至星期一（週二休館），一日分兩個開放時段，第一場：12:00 - 16:30、第二場：17:00 - 21:30。單人單次入場費，全票：新台幣50元、半票：新台幣30元；月票（不限月份，以入場30次計），全票：新台幣1200元、半票：新台幣700元。
設籍澎湖縣湖西鄉以及馬公市興仁里、烏崁里、東衛里的居民可享免費入館，但入場需檢附相關證件。

## 交通
大城北游泳館是繼位於馬公市區的澎湖縣立游泳池之後，全縣第二座標準游泳池館，座落於湖西鄉城北村，並無大眾運輸可直接抵達。

## 圖輯

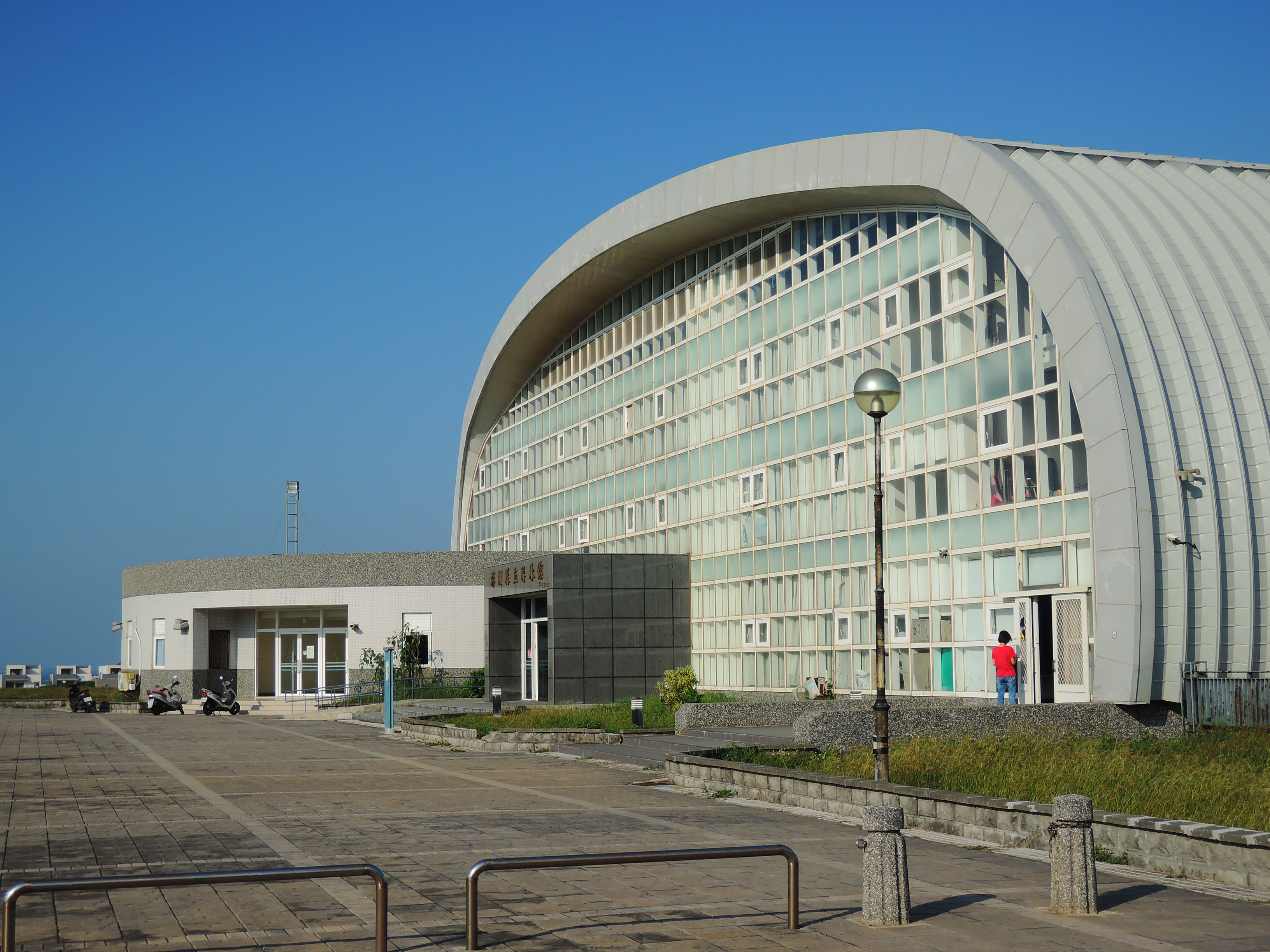
游泳池
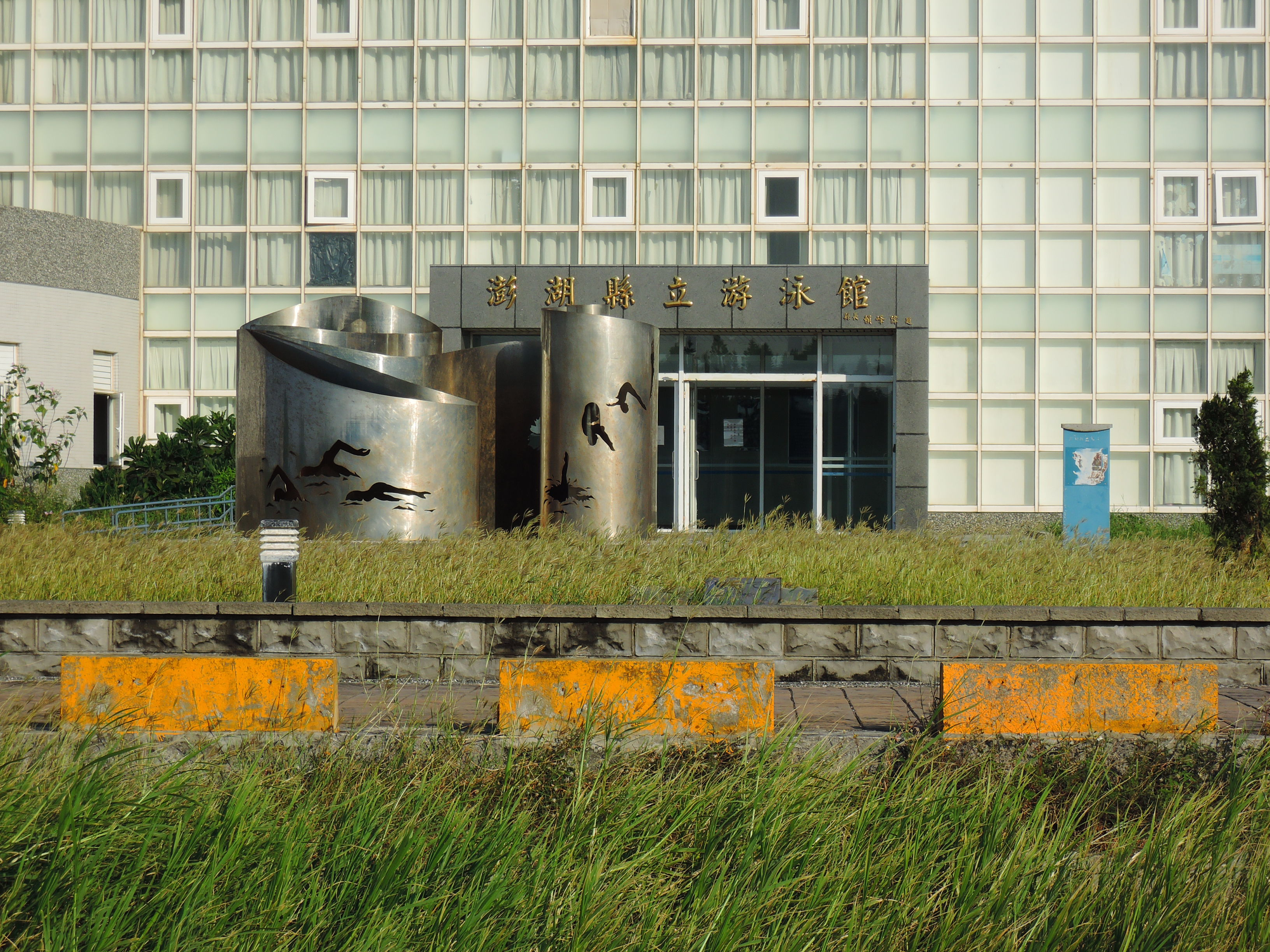
售票入口
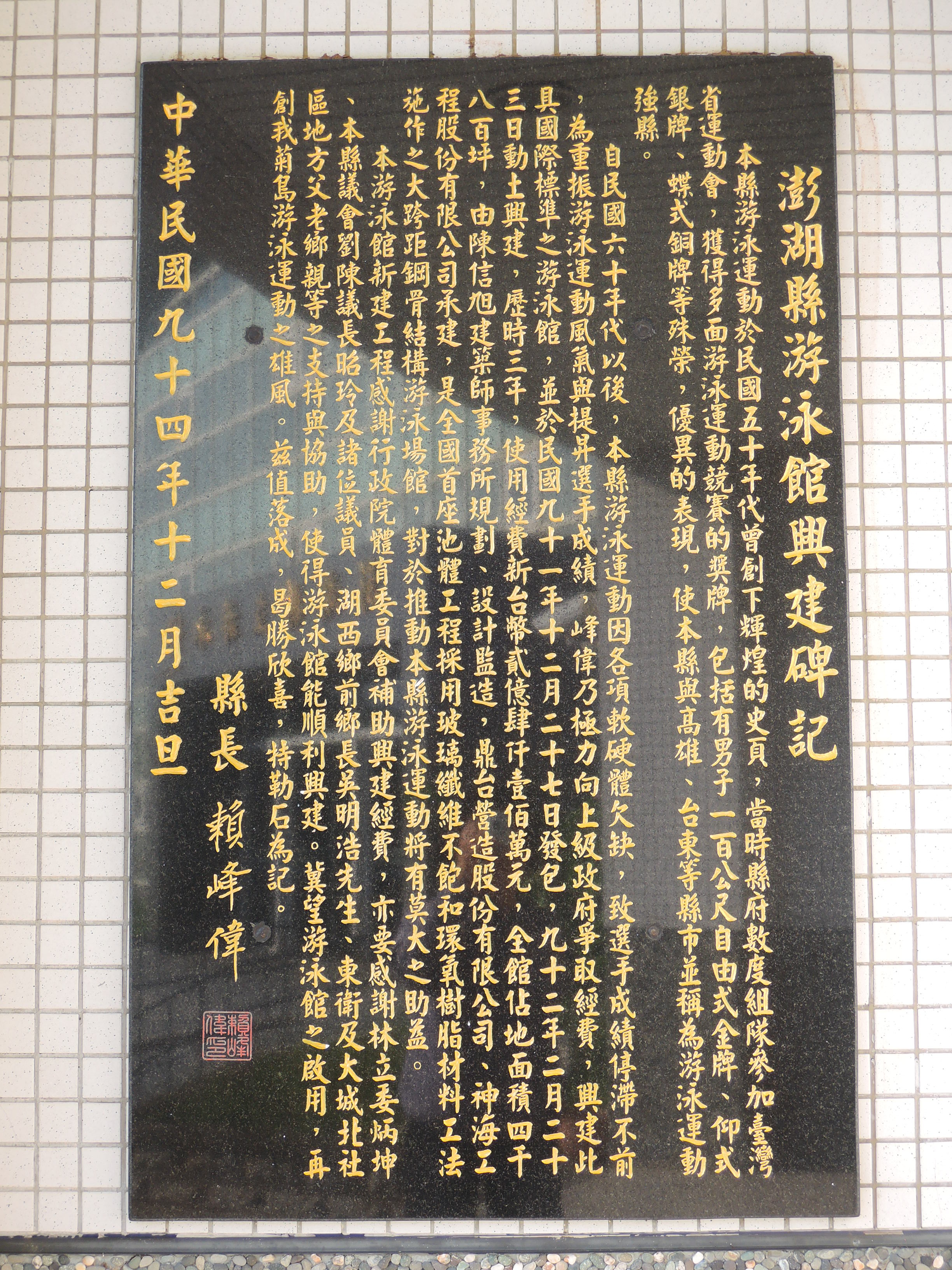
興建碑記
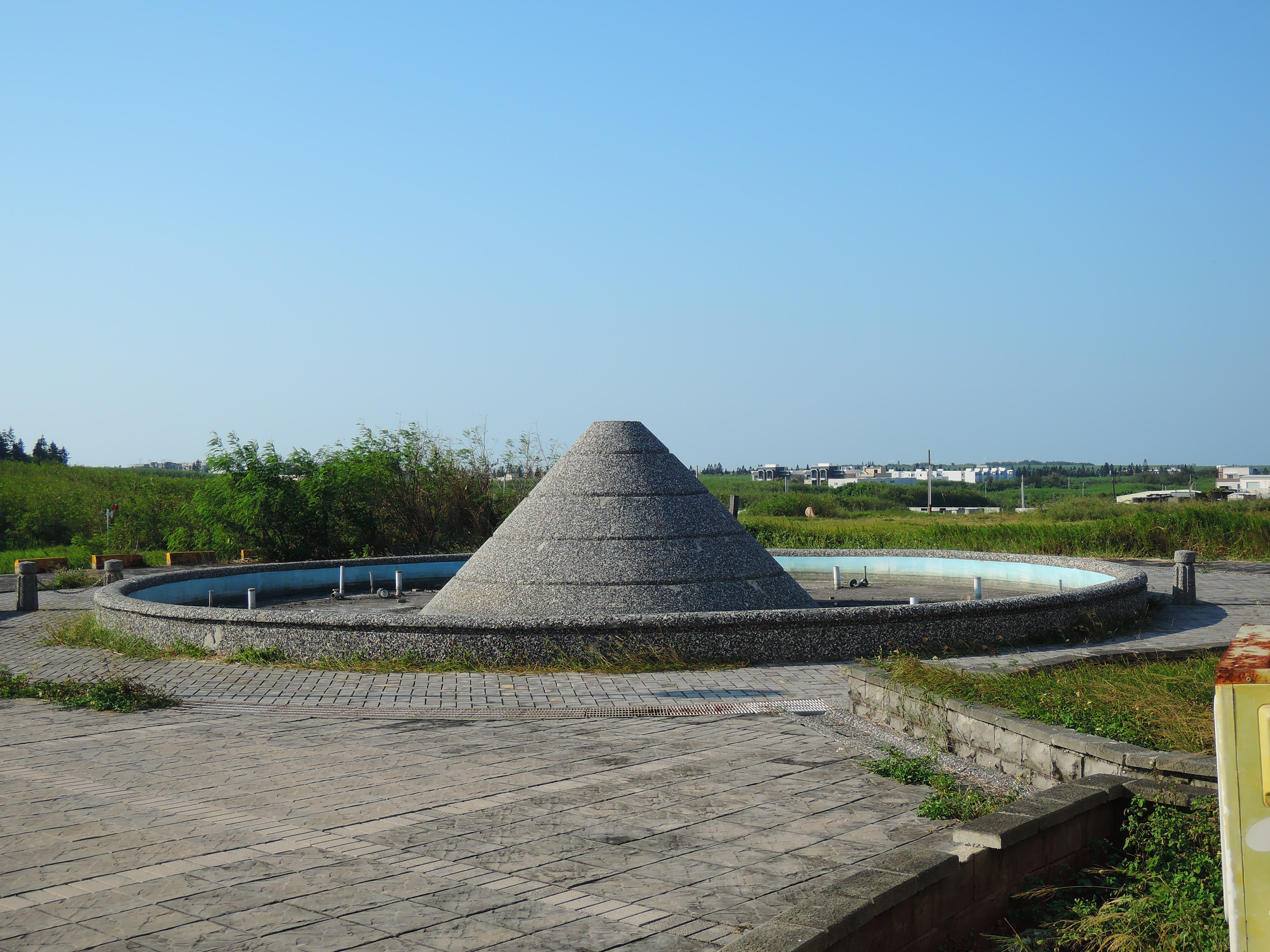
館前造景
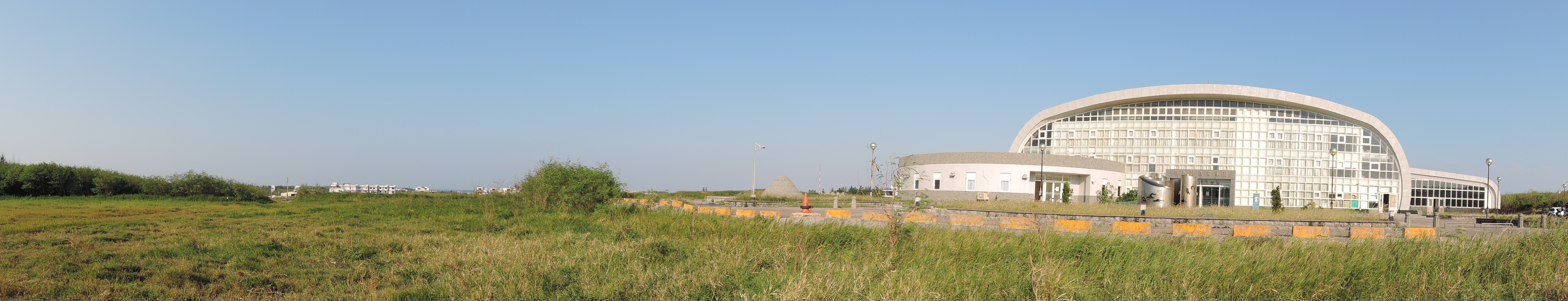
全景圖

## 外部連結
- 澎湖縣立體育館